# Thanatophilus sinuatus
Thanatophilus sinuatus es una especie de escarabajo carroñero del género Thanatophilus, categorizada en la tribu Silphini, de la subfamilia Silphinae. Fue descrita por Fabricius en 1775.

## Distribución
Se distribuye por África: Argelia, Marruecos, Túnez y Europa: Córcega, Chequia (Bohemia, Moravia), Francia, Alemania, Italia, Luxemburgo, Polonia, Cerdeña, Sicilia y Eslovaquia.